# 鳴鳥與游蛇之歌
《鳴鳥與游蛇之歌》（英語：The Ballad of Songbirds and Snakes）是由美國作家苏珊·柯林斯創作的小說，於2020年出版，為《飢餓遊戲三部曲》的前傳。本作的主角是三部曲中的施惠國總統科利奧蘭納斯·史諾，劇情主要描寫其年輕時擔任飢餓遊戲導師的故事。同名改編電影將於2023年11月17日上映。

## 劇情大綱
本作設定在《飢餓遊戲三部曲》的64年前，當時各行政區的叛亂方歇，都城為了維持秩序和表示懲罰而舉辦飢餓遊戲，每年從12個行政區抽選年輕的一男一女貢品，送到競技場裡廝殺，直到剩下最後一人。科利奧蘭納斯·史諾是都城沒落豪門史諾家族的長子，與堂姊和祖母同住。其母在他年幼時身亡，父親則於鎮壓施惠國的叛亂時戰死，家庭經濟拮据。為了維持家族聲望和爭取大學獎金，科利奧蘭納斯在學院裡努力表現，並因此獲選為飢餓遊戲的首批導師之一，分配到十二區的女性貢品露西·葛蕾。他不寄望瘦弱的露西能贏得飢餓遊戲，轉而與她密切接觸和合作，利用她的歌喉和個人魅力來爭取人氣。
首席設計師戈爾博士是飢餓遊戲的主導者，她的實驗室裡有大量改造生物和危險的蛇類。科利奧蘭納斯提出的全新投注機制使戈爾對他青睞有加，但科利奧蘭納斯覺得戈爾危險無比。戈爾要求科利奧蘭納斯思考飢餓遊戲的意義和人的本性。科利奧蘭納斯的朋友賽嘉納斯·普林斯出身於第二區，因為家族暴富而得以進入都城。賽嘉納斯的貢品正好是第二區的熟人馬可士，導致他對於飢餓遊戲徹底反感，科利奧蘭納斯為了避免壞事發生只能安撫他。在勘察競技場時，叛軍埋藏的炸彈引爆，現場一片混亂。露西捨棄逃跑的機會，反而救了科利奧蘭納斯一命。科利奧蘭納斯愛上了她，決定盡全力幫她在飢餓遊戲中存活，再加上有力的貢品大多死於事故中，使得她也有機會獲勝。
飢餓遊戲開始後，投注機制使露西擁有大量補給品可用，隨著其他貢品逐一死去，露西的勝算愈來愈高。然而，在先前爆炸中試圖脫逃的馬可士被捕獲，慘遭虐待後置於競技場中央。賽嘉納斯潛入競技場試圖帶走馬可士的屍體，科利奧蘭納斯只得將他帶出，過程中遭到貢品襲擊，科利奧蘭納斯不得不殺了一人。之後，科利奧蘭納斯在戈爾博士的實驗室注意到一批可能放進競技場的蛇，為了保住露西的命，他偷偷將手帕放進蛇籠，使蛇群記住露西的味道而不攻擊她。科利奧蘭納斯的作法奏效了，露西藉由那些蛇贏得了飢餓遊戲，但科利奧蘭納斯則因東窗事發而被遣送至十二區擔任維安人員。
科利奧蘭納斯在十二區基地的前途渺茫，可幸的是賽嘉納斯也被派來這裡，兩人隱瞞身分並互相扶持。科利奧蘭納斯打算考取軍官，或許有機會重返都城，賽嘉納斯則想成為軍醫。在十二區，維安人員們會在週末前往灶窩享樂，科利奧蘭納斯與在該處演唱的露西重逢，並互訴衷情。露西是四處表演賣藝的柯維族樂團之主唱，在飢餓遊戲之前，她的情人比利·透普打算帶著她逃往北方遠離統治，但又對她不忠，與十二區市長的女兒梅菲爾交往，而梅菲爾因為忌妒而讓露西被抽選為貢品。露西與比利絕交，並與科利奧蘭納斯相戀。
另一方面，賽嘉納斯出於同情打算援助叛軍的逃脫計畫，科利奧蘭納斯為了自保而用學舌鳥錄下證據，送回都城。他原本想與賽嘉納斯對峙，卻撞見了賽嘉納斯將軍火交給叛軍的現場。為了避免消息走漏，科利奧蘭納斯槍殺偷偷跟來的梅菲爾，比利因有所反應而被叛軍射殺。科利奧蘭納斯使用的槍被叛軍帶走，槍上有他的DNA，使他擔心事情敗露。最終學舌鳥錄下的情報先被戈爾博士得知，賽嘉納斯被以叛國罪吊死。科利奧蘭納斯心懷愧疚，擔心自己也是一樣下場，而下定決心和露西約好要逃往北方。逃跑當天，科利奧蘭納斯得知他錄取軍官，可以離開十二區，但最後還是和露西一起出發。在湖邊的小屋，科利奧蘭納斯發現了那把槍，發覺任何不利於他的證據都已不可能被當局掌握，他大可以拋下露西回到都城，而不必過著原始的流浪生活。露西似乎有所察覺，用蛇做陷阱咬了科利奧蘭納斯一口，從此消失無蹤。
科利奧蘭納斯回到都城，賽嘉納斯的父母收養他並提供援助。這一路走來，科利奧蘭納斯三度在不得以的情況下殺人（第三次是賽嘉納斯），使他切身體會人類在危急時會露出醜惡的本性。科利奧蘭納斯告訴戈爾博士，飢餓遊戲是無止境戰爭的一部分，用意在於維持局勢，避免失控，也提醒人們，大家都有互相傷害的本性。科利奧蘭納斯升上大學的同時也認清了自己未來的方向：成為施惠國的總統，扮演維持秩序的暴君角色。

## 登場人物
- 科利奧蘭納斯·史諾
- 露西·葛蕾·貝爾德（Lucy Gray Baird）
- 提格莉絲·史諾（Tigris Snow）：科利奧蘭納斯的堂姊。
- 賽嘉納斯·普林西（Sejanus Plinth）
- 佛蘭妮亞·戈爾博士（Dr. Volumnia Gaul）
- 卡斯卡·海咖（Casca Highbottom）：學院院長，飢餓遊戲的創始人。
- 梅菲爾（Mayfair）
- 比利·透普（Billy Taupe）

## 備註
1. ↑  在飢餓遊戲進行期間，觀眾可以藉由付出為數不少的錢，將補給品送給貢品。越受喜愛的貢品越有機會得到補給品。